# Capela de Nossa Senhora do Livramento

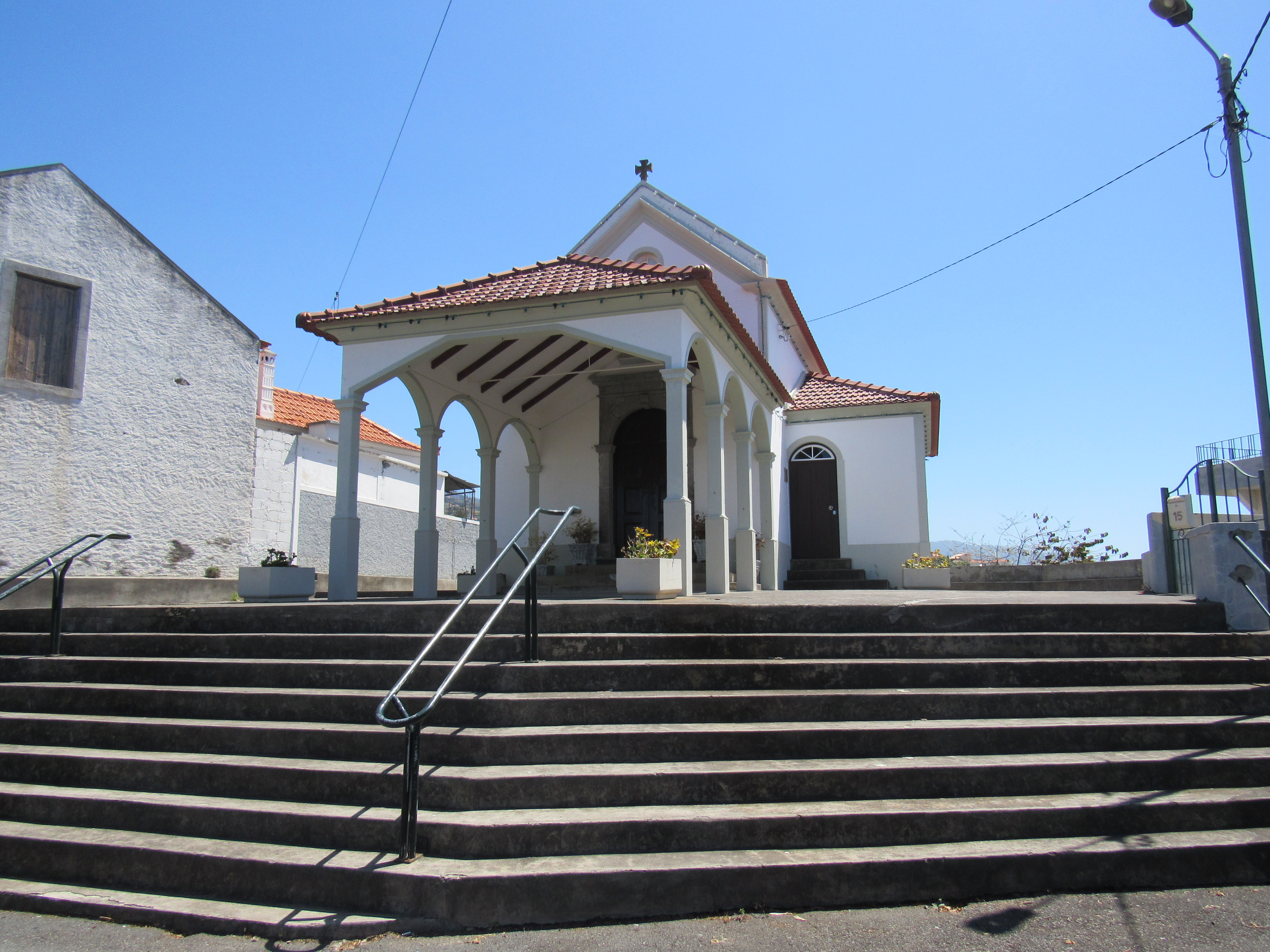
Capela de Nossa Senhora do Livramento

Die denkmalgeschützte Capela de Nossa Senhora do Livramento (deutsch: Liebfrauenkapelle von Livramento) befindet sich in Livramento in der Gemeinde Ponta do Sol, Insel Madeira, Portugal.
Sie wurde von Diogo Ferreira (de) Mesquita und seiner Frau Isabel Menezes im Jahr 1656 erbaut. Sie ist in einem manieristischen Stil erbaut. Es fanden Rekonstruktionsarbeiten statt. Sie liegt etwas isoliert auf einem Hügel, von dem man Ponta do Sol überblicken kann, so wurde sie auch zeitweise als Wachtaussicht (sentinel) genutzt. Zehn Stufen führen zu einer offenen Eingangsgalerie, dem saalkirchenartigen Hauptraum ist links hinten eine Sakristei angebaut. Die Kapelle wird bei Caetano genauer beschrieben.
Im Oktober findet regelmäßig eine Eucharistiefeier mit angeschlossener Blumenprozession (Lilien) statt, zu der auch Menschen aus allen Teilen der Insel pilgern.